# III. třída okresu Strakonice 2003/2004
V utkáních III. třídy okresu Strakonice 2003/2004, jedné ze skupin 9. nejvyšší fotbalové soutěže v Česku, se utkalo 11 týmů dvoukolovým systémem podzim – jaro. Tento ročník začal v srpnu 2003 a skončil v červnu 2004.
Postup do II. třídy okresu Strakonice 2004/2005 si zajistil vítězný tým ZD Předslavice. Do IV. třídy okresu Strakonice 2004/2005 sestoupil poslední tým Sokol Libějovice. Tým SK Slavoj Volyně „B“ se v následujícím ročníku do žádné soutěže nepřihlásil.

## Konečná tabulka III. třídy okresu Strakonice 2003/2004
| Poř. | Tým                   | Z  | V  | R | P  | VG | OG | B  |
| ---- | --------------------- | -- | -- | - | -- | -- | -- | -- |
| 1.   | ZD Předslavice        | 20 | 17 | 3 | 0  | 49 | 16 | 54 |
| 2.   | TJ Radošovice         | 20 | 12 | 4 | 4  | 46 | 24 | 40 |
| 3.   | TJ Osek „B“           | 20 | 11 | 3 | 6  | 49 | 23 | 36 |
| 4.   | TJ Čestice            | 20 | 10 | 2 | 8  | 46 | 26 | 32 |
| 5.   | Sokol Vrbno           | 20 | 10 | 2 | 8  | 41 | 31 | 32 |
| 6.   | FC Hoslovice          | 20 | 9  | 3 | 8  | 37 | 34 | 30 |
| 7.   | TJ Balvani Strakonice | 20 | 9  | 0 | 11 | 45 | 44 | 27 |
| 8.   | TJ Otavan Poříčí      | 20 | 8  | 0 | 12 | 36 | 56 | 24 |
| 9.   | TJ Drahonice          | 20 | 7  | 2 | 11 | 54 | 44 | 23 |
| 10.  | SK Slavoj Volyně „B“  | 20 | 5  | 1 | 14 | 21 | 72 | 16 |
| 11.  | Sokol Libějovice      | 20 | 2  | 0 | 18 | 19 | 73 | 6  |

Poznámky:
- Z = Odehrané zápasy; V = Vítězství; R = Remízy; P = Prohry; VG = Vstřelené góly; OG = Obdržené góly; B = Body; (S) = Mužstvo sestoupivší z vyšší soutěže

|  | Postup do II. třídy okresu Strakonice 2004/2005 |
|  | Sestup do IV. třídy okresu Strakonice 2004/2005 |